# Gian-Piero Ringel
Gian-Piero Ringel (1976), é um cineasta alemão. Como reconhecimento, foi nomeado ao Oscar 2012 na categoria de Melhor Documentário em Longa-metragem por Pina.